# Alfheimstadion
Het Alfheimstadion is het stadion van de Noorse voetbalclub Tromsø IL, gelegen in de plaats Tromsø, fylke Troms. Het stadion werd in 1987 in gebruik genomen en heeft een totale capaciteit van 8.300 toeschouwers.

## Speelveld
Het speelveld in het Alfheimstadion bestaat uit kunstgras en is het grootste van Noorwegen, het is 110 meter lang en 70 meter breed. Het is ook het meest noordelijk gelegen stadion van een club actief in de hoogste afdeling van Noorwegen, waardoor veldverwarming noodzakelijk is.
Alfheim had een natuurlijke grasmat tot 2006 maar door de erbarmelijke staat waarin het terrein zich vooral in de winter bevond, kreeg het vaak kritiek te verduren van bezoekende spelers en trainers. Zeker in oktober, op het einde van de Noorse competitie, begint de winter in Noors Lapland. Om hier verandering in te brengen lieten de rood-witten een nieuwe kunstgrasmat aanleggen in het stadion tijdens de zomer van 2006. Om dit te bekostigen kreeg de club geld van enkele sponsors waaronder 7,5 miljoen Noorse kronen van een anonieme weldoener.

## Tribunes
De oostelijke tribune is een zittribune met een capaciteit van 2.000 toeschouwers. Deze tribune werd gebouwd in de jaren tachtig en is daarmee de oudste tribune in het Alfheim stadion. Ook de kantoren van de club bevinden zich in deze tribune. In 2004 diende Ringnes, een Noorse brouwerij, een klacht in voor de reclame voor de biermerken Hansa Borg en Mack in de stadions van de clubs SK Brann en Tromsø IL. Reclame voor alcohol is verboden in Noorwegen. Het gevolg van deze klacht was dat TIL alle reclame voor Mack diende te verwijderen. Ook de zitjes die samen het woord MACK vormden, werden overgespoten zodat ze nu het woord TACK vormden. Tack is een woordspeling aangezien Takk in het Noors "bedankt" betekent, een gebaar van Tromsø IL naar de brouwerij Mack voor de jarenlange samenwerking. In de aanloop naar het voetbalseizoen in 2005 werd de vroegere Mack tribune omgedoopt tot de Coop tribune, naar de Noorse winkelketen Coop.
De westelijke tribune werd tijdens het seizoen 2005 verbouwd tot een overdekte zittribune. Aan de zuidzijde van het terrein is er een houten staantribune. De plaatsen voor de bezoekende supporters bevinden zich aan de oostkant van deze tribune. Tot in augustus 2007 was er een tijdelijk onoverdekte tribune langs de noordzijde van het terrein die werd afgebroken om plaats te maken voor een podium voor tijdens een muziekfestival.
De leden van Isberget, de supportersclub van TIL, hebben tijdens de wedstrijden hun plaatsen in de noordkant van de westelijke tribune. De supportersclub heeft een lokaal in de oostelijke tribune.

## Fort Alfheim
Door de goede resultaten van de club in de thuiswedstrijden, 10 keer winst in 13 wedstrijden in 2004, heeft het Alfheim stadion de bijnaam Fort Alfheim gekregen, voortbouwend op het idee dat de arena onneembaar is. Ook Europese grootmachten als Chelsea FC, Galatasaray en Rode Ster Belgrado hebben verloren tegen de rood-witten in het stadion.